# Jacob Vandsø Rasmussen
Jacob Vandsø Rasmussen (født 29. maj 1997 i Odense) er en dansk fodboldspiller, der spiller for Red Bull Salzburg i den østrigske liga.

## Karriere

### Klub
Jacob Rasmussen kommer fra Fyn og spillede som ungdomsspiller i Næsby Boldklub og OB, inden han blev købt af FC Schalke 04 til deres ungdomsakademi, hvor han var i to år. Derefter skiftede han til FC St. Pauli i sommeren 2016. Han fik nogle kampe på klubbens andethold, inden han i januar 2017 skiftede videre til Rosenborg BK.
Efter sin tid i Rosenborg BK blev han i juli 2018 købt fri af den italienske klub Empoli. Allerede 6 måneder senere købte Fiorentina Rasmussen fri på en længerevarende aftale.
I Fiorentina blev Rasmussen straks gen-udlejet tilbage til Empoli, som en del af købsaftalen. Den efterfølgende sæson skiftede han tilbage til Tyskland, da han blev lejet af FC Erzgebirge Aue hvor andre klubber fik nys omkring om. Det blev Vitesse Arnhem, som fik kløerne i den unge dansker. Han underskrev en 2-årig lejeaftale.
Derfor skiftede han i sommeren 2022 til den hollandske storklub Feyenoord. Her haltede det igen en smule med spilletid, i modsætning til tiden i Vitesse, men Rasmussen kan se tilbage på en sæson hvor han kunne fejre det hollandske mesterskab.
Efter næsten 10 år i udlandet, kom der en stor nyhed i det danske transfermarked. Brøndby IF offentliggjorde d. 14 Juli 2023 købet af Jacob Rasmussen på en 4-årig kontrakt. Med hans utrolige spilintelligens, gode blik for spillet og solide lederegenskaber spillede Rasmussen sig straks ind på Brøndby-holdet hvor han efter blot en enkelt sæson er blevet udnævnt som anfører.

### Landshold
Rasmussen har spillet på samtlige danske ungdomslandshold, og han blev udtaget til slutrunden om U/21 EM i 2017, hvor han spillede en enkelt kamp, men til gengæld fik fuld spilletid i kampen mod Italien U/21.
Den 18 Marts 2024 blev Rasmussen udtaget til det danske fodboldlandshold, men måtte se begge kampe fra bænken, hvorfor han fortsat har debuten til gode.